# Akademie für Technikfolgenabschätzung
Die Akademie für Technikfolgenabschätzung in Baden-Württemberg (TA-Akademie, AFTA) war eine wissenschaftliche Einrichtung zur Technikfolgenabschätzung. Von 2001 bis 2003 war der Techniksoziologe Ortwin Renn der letzte Direktor der Akademie, nachdem er bereits seit 1992 unter anderem zusammen mit dem Biologen und Wissenschaftstheoretiker Hans Mohr wissenschaftliches Vorstandsmitglied der Akademie war.
Zweck der Stiftung war es laut Satzung, „Technikfolgen zu erforschen, zu bewerten und den gesellschaftlichen Diskurs über die Technikfolgenabschätzung zu initiieren und zu koordinieren.“ Sie wurde 1991 von der baden-württembergischen Landesregierung als Stiftung des öffentlichen Rechts gegründet und nahm am 1. April 1992 ihren Betrieb auf. Im November 2002 beschloss die Landesregierung aus Kostengründen, sie zum Jahresende 2003 zu schließen. Beschäftigte und Grüne kritisierten die Schließung als politisch motiviert.
Ein Instrument der AFTA war das Bürgerforum (Bürgerbeteiligung), eine Veranstaltungsreihe bei der zufällig ausgewählte Bürger zu strittigen Themen wie Gentechnik Vorträge hörten und Stellung beziehen konnten.